# تانجیرو کامادو
تانجیرو کامادو (ژاپنی: 竈門 炭治郎 هپبورن: Kamado Tanjirō) یک شخصیت خیالی و قهرمان اصلی مجموعه مانگای شیطان کش: کیمتسو نو یائیبا اثر کویوهارو گوتوگه است. او عضو دسته شیطان کش و هدفش برای پیوستن به این گروه بازیابی فرم انسانی خواهرش نزوکو است که تبدیل هیکی‌کوموری نیت به یک شیطان شده‌است.
قبل از این که او تبدیل به یک شیطان‌کش شود، خانوادهٔ او توسط پادشاه شیطان یعنی موزان کیبوتسوجی قتل‌عام شد و خواهر کوچکش تبدیل به یک شیطان گردید.

## اصل و نسب
تانجیرو به عنوان پسر ارشد کیه و تانجورو کامادو، خانواده‌ای از زغال‌فروشان، در کوهی به دنیا آمد. پس از به دنیا آمدن پنج خواهر و برادر کوچکترش، او این ایده را پذیرفت که به عنوان بزرگترین فرزند، باید قوی باشد و هر سختی را برای آنها تحمل کند.
اگرچه خانواده از سبک زندگی مجللی برخوردار نبودند، اما با خوشحالی زندگی می کردند و عشق و علاقه زیادی به یکدیگر نشان می دادند، یک بار، زمانی که تاکئو به طور تصادفی یک کتری داغ را کوبید، تانجیرو برای محافظت از او به داخل پرید و در نتیجه جای سوختگی روی پیشانی او ایجاد شد، تانجیرو تاکئو را از کتری نجات می دهد، تانجیرو که بزرگ شد، تکنیک های سوزاندن زغال سنگ را آموخت و مسئول فروش زغال چوب در نزدیک ترین شهر بود تا برای خانواده اش درآمد کسب کند. به نظر می رسید که او اغلب در شهر رفت و آمد می کرد، زیرا غیرنظامیان آنجا به راحتی او را می شناختند و مرتباً از او کمک می خواستند.
پدر تانجیرو تأثیر عمده‌ای بر او داشت و به‌عنوان معلم او برای پایه‌های هینوکامی کاگورا، یک رقص آیینی که در نسل‌های خانواده در کنار یک جفت گوشواره هانافودا منتقل شد، عمل کرد و تانجیرو اغلب اجرای این رقص را تماشا می‌کرد. تانجیرو با پرسیدن از تانجورو در مورد استقامتش با وجود هوای سرد، از پدرش یاد گرفت که تکنیک‌های تنفسی خاصی برای ادامه رقصیدن بی‌پایان وجود دارد. وقتی تانجیرو به قدری بزرگ شد که به جای پدر ضعیفش برقصد، فهمید که تکنیک‌های صحیح به او اجازه می‌دهد. تا ذهنش را خالی کند، وارد حالتی گیاه مانند شود و به دنیای شفاف دسترسی پیدا کند
،تانجیرو جوان با پدرش درباره هینوکامی کاگورا صحبت می کند.
قبل از اینکه تانجورو از دنیا برود، یک شب با تهدید یک خرس گرسنه او را وادار کرد تا وضعیت را در عمل به تانجیرو نشان دهد. تانجیرو با دیدن شکارچی ترسید، اما پدرش با ورود به ایالت به سرعت آن را با تبر خود کشت. توانایی های تانجورو او را شوکه کرد و تانجیرو مطمئن شد که این رویداد را به خاطر می آورد. بلافاصله پس از آن، تانجورو از دنیا رفت و خواهر و برادرهای کوچکتر تانجیرو شروع به رفتار با او به عنوان شخصیت پدر خود کردند.
صبح برفی، تانجیرو آماده می شود تا به شهر مجاور برود و برای آماده شدن برای سال جدید زغال چوب بفروشد. با این حال، خواهر کوچکترش هاناکو کامادو و برادرش شیگرو کامدو او را نگه می دارند و از او التماس می کنند که آنها را همراه خود بیاورد، مادرشان رهگیری می کند و به آنها می گوید که چگونه تانجیرو نمی تواند آنها را حمل کند اگر خسته بودند. تاکئو کامادو با شنیدن مکالمه خانواده‌اش ابراز ناامیدی می‌کند و می‌گوید که چگونه در ابتدا امیدوار بود که آن روز با برادر بزرگ‌ترش چوب بریزد. 
تانجیرو خداحافظی می کند و شروع به ساختن شهر می کند. او به سرعت با خواهرش، نزوکو کامادو ، که کوچکترین برادرشان، روکوتا کامادو را حمل می کند، برخورد می کند ، نزوکو در مورد وابستگی خواهر و برادرشان به تانجیرو اظهار نظر می کند و او را مرخص می کند. 
پس از رسیدن به شهر، تانجیرو گفتگوی دوستانه ای با مردم شهر برقرار می کند و برخی از او برای انجام امور کمک می خواهند. پس از گذراندن بعد از ظهر در شهر، تانجیرو شروع به بازگشت به خانه می کند اما ناگهان توسط مردی به نام سابورو متوقف می شود ، سابورو از پسر می خواهد که شب را در خانه اش بماند و به او در مورد خطرات کوهستانی هشدار می دهد. اگرچه تانجیرو سعی می کند این پیشنهاد را رد کند، سابورو به فشار دادن ادامه می دهد و تاکید می کند که شیاطین در طول شب فعال هستند. تانجیرو در نهایت تسلیم شد و به صحبت های سابورو در مورد شیاطین گوش می دهد که او به خواب می رود. 
وقتی تانجیرو روز بعد راه خود را به خانه باز می‌کند، بازمی‌گردد و نزوکو بیهوش و زخمی را می‌بیند که در برف دراز کشیده و با بازوهایش از روکوتا محافظت می‌کند، او که ویران شده است متوجه می شود که تمام خانواده اش به جز نزوکو سلاخی شده اند، تانجیرو او را بلند می‌کند و در حالی که سعی می‌کند او را به نزدیک‌ترین دکتر ببرد، متوجه می‌شود که او به یک شیطان تبدیل شده است و بلافاصله مورد حمله او قرار می‌گیرد.
تحت تأثیر قدرت او قرار می‌گیرد و به سختی موفق می‌شود با دسته دریچه‌اش جلوی حمله او را بگیرد، همانطور که نزوکو شروع به بزرگ‌تر شدن می‌کند و بر او چیره می‌شود، تانجیرو از خانواده‌اش به خاطر رنجی که در آخرین لحظات خود احساس کرده‌اند عذرخواهی می‌کند و از خواهرش می‌خواهد که انسانیت خود را حفظ کند، نزوکو با شنیدن سخنان برادرش شروع به گریه می کند.
خواهر و برادرها ناگهان با ورود گییو کامیون ، که از پشت به نزوکو حمله می‌کند، قطع می‌شوند، فقط به خاطر تلاش او برای شکست وقتی که تانجیرو او را از راه دور می‌کند، شمشیرزن که به سرعت بهبود می یابد، از تانجیرو می پرسد که چرا از شیطان محافظت کرده است و او با ناامیدی پاسخ می دهد که این موجود خواهر اوست، با نگاهی به نزوکو دیوانه، گییو قبل از اینکه به سرعت دختر را از چنگ برادرش خارج کند، این جمله را زیر سوال می برد. 
همانطور که تانجیرو با هشدار نزوکو را صدا می کند، گییو به او می گوید که حرکت نکند و بیان می کند که وظیفه او کشتن شیاطین است، او به تلاش تانجیرو برای دفاع از خواهرش و توضیح وضعیت مخمصه فعلی آنها گوش می دهد، همانطور که تانجیرو سردرگمی خود را با دگرگونی نزوکو بیان می‌کند، گییو اظهار می‌کند که توضیح این تغییر او ساده است: هر زخم باز غوطه‌ور در خون دیو باعث می‌شود که آن شخص خودش تبدیل به یک شیطان شود، بنابراین تعداد کلی او افزایش می‌یابد، تانجیرو فریاد می‌زند که خواهرش هیچ‌کس را نخورده است، اما گییو به او یادآوری می‌کند که قبلاً به او حمله کرده بود و صراحتاً به او می‌گوید که علی‌رغم درخواست تانجیرو برای معالجه، پس از تبدیل شدن به یک شیطان، راهی برای درمان وجود ندارد، در حالی که تانجیرو به التماس برای آزادی خواهرش ادامه می دهد، گییو شمشیر خود را تا گلوی نزوکو می آورد. 
سپس تانجیرو در برابر شمشیرزن تعظیم می کند و از او می خواهد که جان خواهرش را نجات دهد. گییو عصبانی می‌شود و فریاد می‌زند که تانجیرو هیچ اختیاری در مورد اینکه چه کسی زنده است یا چه کسی می‌میرد، ندارد، با توجه به اینکه او ضعیف‌تر از آن بود که حتی از خانواده‌اش محافظت کند، او تمام صحبت‌هایش در مورد یافتن درمانی برای وضعیت خواهرش و قاتل خانواده‌اش را مضحک می‌داند، زیرا نه او و نه دیو لرد هیچ احترامی برای چنین نمایش بدی قائل نیستند، گییو از تانجیرو می خواهد که با کشیدن تبر تعهد خود را برای محافظت از خواهرش ثابت کند. در حالی که تانجیرو با شنیدن این کلمات تردید می کند، گیو در سکوت او را تشویق می کند تا عزم لازم را برای انجام تمام اهداف والایی که برای خود قرار داده بود بیابد، سپس او به سینه نزوکو چاقو زد و باعث شد تانجیرو با عصبانیت سنگی به سمت او پرتاب کند.
گییو با قبضه شمشیر خود سنگ را مسدود می کند و از پرتابه دیگری اجتناب می کند زیرا تانجیرو با دست خالی به سمت او شلیک می کند. شمشیرزن که تلاش برای حمله را تنها یک عمل ساده از احساس می داند، با عصبانیت دسته شمشیر خود را به پشت تانجیرو می زند و او را ناک اوت می کند. گییو که به پسر زمین خورده خیره شده، متوجه می شود که هاشور حریفش گم شده است و به بالا نگاه می کند تا ببیند که سلاح در هوا به سمت او می چرخد و به سختی آن را دور می زند. او در مورد استراتژی هوشمندانه تانجیرو فکر می کند و متوجه می شود که نقشه پسر این بود که پس از ناک اوت شدن او را با دریچه پرنده شکست دهد. 
شمشیرزن که حواسش پرت شده، مورد حمله نزوکو قرار می گیرد و او از ضربه او به عقب جاخالی می دهد. گییو با فحش دادن به خود، دختر را نگاه می کند که برادرش را دراز می کند، مطمئن است که او می خواهد او را ببلعد در کمال تعجب، او قبل از اینکه با عصبانیت به او حمله کند، در مقابل بدن آسیب پذیر او می ایستد. گییو اظهارات قبلی تانجیرو را به یاد می آورد که نزوکو انسان ها را نمی خورد، و اشاره می کند که مدت ها پیش شخصی همین را گفته بود و بدون توجه به آن کشته شده بود. او به ماهیت شیاطین می پردازد، به ویژه، میزان بالایی از استقامت از دست رفته در طول فرآیند تغییر شکل، و کاری که آنها برای کاهش استقامت از دست رفته و جلوگیری از گرسنگی انجام می دهند: خوردن انسان ها، حتی نزدیک ترین افراد به آنها، گییو که مشاهده کرد نزوکو از این مثال پیروی نمی کند، شمشیر خود را غلاف می کند و دیو غیرعادی را با ضربه ای بدون دست به گردن ناتوان می کند.
در حالی که تانجیرو و نزوکو بیهوش هستند، گییو دومی را در یک پارچه تمیز می‌پیچد و لوله‌ای شبیه پوزه بامبو را روی دهانش می‌بندد. هنگامی که تانجیرو پس از دیدن رؤیایی از مادر و خواهران و برادران متوفی خود از خواب بیدار می شود، گییو به او دستور می دهد تا با مردی به نام ساکونجی اوروکوداکی در کوه ساگیری ملاقات کند و خواهرش را زیر نور خورشید نبرد و به سرعت ناپدید شد. تانجیرو شگفت‌زده او را تماشا می‌کند و نزوکو را به حفر قبر می‌برد تا خانواده‌شان را دفن کند و برای روحشان در زندگی پس از مرگ دعا کند. سپس این زوج خانه خود را ترک کرده و به سمت کوه ساگیری می روند.
بعداً در همان روز، تانجیرو نزوکو را در ورودی غار کوچکی پنهان می‌کند و به مزرعه مجاور می‌رود تا یک سبد شکسته به‌علاوه نی و بامبو بخرد، و به شکلی خنده‌دار اصرار می‌کند که پولش را بپردازد، زیرا مالک مایل بود مواد را رایگان به او بدهد، با رسیدن به ورودی غار تانجیرو به سرعت سبدی به اندازه کافی بزرگ جمع کرد تا نزوکو را روی پشت خود حمل کند، با اندکی کمک از توانایی های کوچکش.
نزدیک غروب آفتاب، یکی از اهالی روستا به تانجیرو می گوید که برای رسیدن به کوه ساگیری، باید از کوهی خطرناک عبور کند که در آن مردم در حال ناپدید شدن هستند. او بدون ترس هشدار را نادیده می گیرد و با یک ایستگاه بین راهی با چراغ های روشن روبرو می شود و بلافاصله بوی خون به مشام می رسد. او به داخل می رود تا بررسی کند که آیا مسافران آسیب دیده اند، اما در عوض با شیطانی روبرو می شود که با سه انسانی که به تازگی کشته بود، مهمانی می کند، هنگامی که دیو متوجه آنها می شود، چیز عجیبی را احساس می کند، اما با این وجود روی تانجیرو می پرد و سعی می کند او را خفه کند. نزوکو از غریزه‌اش برای خوردن گوشت انسان در مقابلش اجتناب می‌کند و با لگد زدن سر دیو، برادرش را نجات می‌دهد.
حتی بدون سر، شیطان همچنان به بدن خود دستور حمله می دهد و یک جفت بازو روی سر خود رشد می دهد که تانجیرو را شوکه کرد.  در حالی که بدن با عصبانیت به نزوکو حمله می‌کند، تانجیرو دو بار به سرش ضربه می‌زند  تا دریچه‌ای را باز کند و او را به درختی در آن نزدیکی می‌چسباند. در حالی که نیمی از دیو مهار شده بود، تانجیرو با برخورد با بدن دیو و پرتاب آن از صخره به کمک نزوکو می رود. اگرچه تانجیرو نیز تقریباً سقوط می کند، نزوکو می تواند به موقع او را بگیرد. با وجود درد طاقت‌فرسا ناشی از نابودی بدنش، دیو نمی‌میرد. 
تانجیرو متوجه می شود که دیویی که در مقابل او سنجاق شده است بوی متفاوتی با بویی که در خانه آنها حس کرده است دارد و به این نتیجه می رسد که قاتل خانواده اش فردی متفاوت بوده است. در حالی که تانجیرو آماده می‌شود تا دیو را با چاقوی خود بکشد، دست چهره‌ای که ماسک تنگو به تن دارد، شانه او را لمس می‌کند و به او می‌گوید که نمی‌تواند با چنین سلاح بی‌پرده‌ای به زندگی دیو پایان دهد، تانجیرو از مرد سؤال می‌کند که چگونه یک شیطان را به درستی بکشد، اما به او گفته می‌شود که باید خودش آن را کشف کند. 
در کمال ناامیدی این مرد، تانجیرو بیش از حد دلسوز است و بیش از حد فکر می کند، و به طور تصادفی اجازه می دهد دیو در اولین پرتوهای خورشید از بین برود، پس از تماشای مرگ دیو، تانجیرو متوجه مردی می‌شود که در حال دفن مناسب قربانیان شیطان است، مرد نقابدار خود را ساکونجی اوروکوداکی معرفی می کند و می پرسد که آیا تانجیرو همان کسی بود که گییو در نامه خود از او صحبت کرده بود که تانجیرو تایید می کند. 
ساکونجی سوال خود را با سرزنش تانجیرو به دلیل ناتوانی در تصمیم‌گیری سریع دنبال می‌کند و زمانی که در پاسخ به این سوال که خواهرش تصمیم به مصرف گوشت انسان داشته باشد، چه می‌کند، به او سیلی می‌زند. ساکونجی بیان می کند که تانجیرو فاقد قدرت تفکیک است و تاکید می کند که نباید اجازه دهد خواهرش تحت هیچ شرایطی به انسان دیگری آسیب برساند، در غیر این صورت باید هم او و هم خودش را بکشد، سپس ساکونجی به تانجیرو می‌گوید که او را دنبال کند و می‌گوید که او مورد آزمایش قرار خواهد گرفت تا ببینند آیا او در نقش یک شیطان‌کش مناسب است یا خیر
در مسیر آنها، تانجیرو، در حالی که نزوکو را بر پشت خود حمل می کند، به سرعت احساس می کند که باد کوتاهی دارد ساکونجی، علیرغم اینکه به نظر می‌رسد بسیار بزرگتر از او است، با قدم‌هایش که به ظاهر بی‌صدا به نظر می‌رسند، سرعت بسیار بالایی دارد، نگاه اجمالی به گذشته تانجیرو با رسیدن به خانه ساکونجی به ذهن او خطور می کند، تانجیرو کاملاً فرسوده و فرسوده سؤال می‌کند که آیا امتحان را پس داده است یا خیر، که در آن ساکونجی پاسخ می‌دهد که امتحان تازه در آن لحظه شروع شده است که آن دو شروع به بالا رفتن از کوه می‌کنند.
حالی که این جفت از کوه بالا می روند، تانجیرو متوجه رقیق بودن هوا و مه غلیظی می شود که دید آنها را پوشانده است، وقتی به اوج می رسند، تانجیرو دچار سرگیجه می شود و در پاهایش احساس ضعف می کند، ساکونجی به او می‌گوید تا سحر به خانه‌ای که در پای کوه است برود و بعد در مه ناپدید شود، تانجیرو که به حس بویایی خود اطمینان دارد، به راحتی شروع به فرود می کند، زیرا بوی ساکونجی را به خاطر سپرده بود. 
با این حال، او بلافاصله با تله‌های متعددی مواجه می‌شود، از جمله پرتاب‌کننده‌های سنگی که باعث تحریک سیم‌های سه‌گانه می‌شود، تنه‌های چوبی را درهم می‌کوبند و گودال‌های سرپوشیده. تانجیرو متوجه می شود که به دلیل ارتفاع کوه به سرعت هوا در حال تمام شدن است و شروع به تمرکز روی تنفس خود می کند، تانجیرو به شدت خسته و مجروح موفق می شود قبل از طلوع صبح به خانه برسد و با تایید قبولی تانجیرو در آزمون، ساکونجی او را به عنوان شاگرد خود می پذیرد. 
پس از بیدار شدن تانجیرو، ساکونجی حرفه خود را به عنوان یک پرورش دهنده و همچنین نحوه پیوستن به سپاه شیطان کش را توضیح می دهد : از انتخاب نهایی که در کوه فوجیکاسان برگزار می شود زنده بمانید . ساکونجی برای آماده کردن او برای این آزمایش شروع به آموزش تانجیرو در راه شمشیر می کند. 
آموزش تانجیرو شامل رژیم‌هایی است که بر تمرین مهارت‌های متفاوتی که یک شمشیرباز سپاه باید داشته باشد، متمرکز است. برای استقامت، تانجیرو هر روز از کوه بالا و پایین می‌رفت و توانایی خود را برای فرار از تله‌ها و تیز کردن بینی‌اش بهبود می‌داد، با ساکونجی به آرامی سطح خطر تله‌ها را تا جایی افزایش می‌داد که تانجیرو فکر می‌کرد معلمش می‌خواهد بکشد. به او. برای شمشیرزنی، ساکونجی شروع می کند که او را وادار می کند همان روند استقامتی قبلی را انجام دهد، اما در عوض از کاتانا استفاده می کند تا بتواند آن را بخشی از بدن خود بداند. پس از پایین آمدن از کوه، تانجیرو در پای کوه می ایستد و شمشیر خود را بارها به نوبه خود می زند تا زمانی که احساس کرد دستانش می افتد. 
در مرحله بعد، تانجیرو از ساکونجی در مورد پیچیدگی های سلاح و نیروهای پشت آن یاد می گیرد و او شروع به بریدن میله های بامبو برای آموزش هدف گیری و دقت می کند، برای تمرین رزمی، تانجیرو یاد می‌گیرد که چگونه سقوط خود را بشکند و به سرعت با کاتانای خود بلند شود، در حالی که با یک ساکونجی غیرمسلح می‌جنگد، تانجیرو برای تنفس، اشکال صحیح تنفس را می آموزد و هنگامی که نمی تواند آن را درست انجام دهد، از معلم خود ضرباتی به معده دریافت می کند. 
در نقطه ای پس از شروع تمرین، نزوکو در خوابی بی پایان فرو می رود و تانجیرو را به شدت نگران می کند. ساکونجی سعی می کند با یک دکتر تماس بگیرد، اما به او گفته می شود که او مشکلی ندارد. تانجیرو احساس ناراحتی می کند که وقتی یک روز از خواب بیدار می شود، خواهرش مرده است، او دفترچه ای دارد که روزانه در آن می نویسد تا چیزهایی را که از ساکونجی می آموزد به خاطر بیاورد و همچنین به عنوان چیزی باشد که نزوکو می تواند پس از بیدار شدن بخواند.
می‌گوید که چیزی برای آموزش به او باقی نمانده است و به او دستور می‌دهد تا با کار بر روی اصولی که به او آموزش داده شده است، خود را ثابت کند. او پسر را به سمت یک تخته سنگ غول پیکر هدایت می کند و به او می گوید که اگر بتواند آن را با شمشیر خود به دو نیم کند، اجازه دارد در انتخاب نهایی شرکت کند. در حالی که تانجیرو تردید می کند، بر شک و تردید غلبه می کند، ساکونجی بدون هیچ حرفی ترک می کند و دست او در تمرین پسر کامل شده است. 
تانجیرو نیم سال است که تمرینات خود را سخت و سخت تر شروع می کند اما هنوز موفق نشده است. یک روز، در حالی که فکر می‌کرد مهارت‌هایش کافی نیست،  تانجیرو ناامیدانه با سر به تخته سنگ ضربه می‌زند، پسری با نقاب روباه بالای تخته سنگ ظاهر می شود و فریاد می زند که ساکت باشد و او را به خاطر ناله هایش سرزنش می کند. 
تانجیرو متعجب متوجه می شود که او از ناکجاآباد ظاهر شد و بوی خود را تشخیص نداد. پسر با شمشیر چوبی به تانجیرو حمله می‌کند که شمشیری در مقابل استفاده از قبضه شمشیر از آن دفاع می‌کند. تانجیرو علیرغم استفاده از یک شمشیر واقعی در مقایسه با شمشیر چوبی،  از حملات غرق می شود و از پسر مورد توهین قرار می گیرد که پس از یک مبارزه کوتاه او را ناک اوت می کند. 
دختری با ماسک روباه در کنار تانجیرو که از خواب بیدار می شود حضور دارد، او از او می پرسد که آیا حالش خوب است، اما تانجیرو آنقدر تحت تأثیر مهارت های رزمی پسر روباه پوش قرار گرفته است که نمی تواند پاسخ دهد، دختر به تانجیرو اطمینان می دهد که مراقب او خواهد بود و به بهبود تکنیک های او کمک می کند، او نام خود را ماکومو و نام پسر را سابیتو روشن می کند، برای چند روز آینده، ماکومو زمانی را صرف اشاره به ایرادات و اصلاح حرکات غیر ضروری در تکنیک های تانجیرو می کند. 
تانجیرو می‌داند که ماکومو و سابیتو خواهر و برادر نبودند و آنها توسط ساکونجی بزرگ شده‌اند، همراه با سایر کودکانی که ماکومو می‌گوید مراقب تانجیرو نیز بوده‌اند، او به تانجیرو در مورد مفهوم تکنیک تنفس با تمرکز کامل دستور می دهد : با گشاد کردن ریه های او و آوردن هوای بیشتر به جریان خونش، دمای بدنش بالا می رود و ضربان قلبش تند می شود تا مانند یک شیطان قوی شود، تانجیرو همچنین یاد می‌گیرد که چگونه نخ بازکننده‌ای را که از تیغه‌اش به نقطه‌ای در حریفش می‌رود، بو کند، هنگامی که او می تواند این موضوع را ببیند، می توان یک اسلش را کاملاً انجام داد. 

## توانایی‌ها
تانجیرو از ابتدا به عنوان یک مبارز شگرف نمایش داده شد به طوری که دارای استعداد ذاتی قوی به خصوص در شمشیرزنی بود. او همچنین دارای حس‌های قوی مثل حس بویایی بالا و همین‌طور دارای ارادهٔ بالایی است. توانایی‌های ذاتی او به اندازه‌ای قوی بود که او بتواند از گیو تومیوکا، یکی از شیطان‌کش‌های قدرتمند پیشی بگیرد.
درست بعد از فرا گرفتن سبک تنفس آب و شرکت در گزینش نهایی، او قادر شد تا به آسانی تعداد زیادی از شیطان‌های سطح پایین را به تنهایی شکست دهد.
- نشان شیطان‌کش: تانجیرو نشان خود را اولین بار در زمان مبارزه با گیوتارو که یک شیطان رده بالای ۶ بود بیدار کرد. او سپس در رویارویی با دیگر شیطان‌های رده بالا نیز این نشان را دوباره فعال کرد. در زمان فعال شدن نشان قدرت، سرعت و زمان واکنش او به شکل چشم‌گیری افزایش پیدا می‌کند.
- شمشیر نیچیرین سرخ
- بویایی تقویت یافته
- هوش بالا
- جمجمه سخت
- سرعت و واکنش‌های سریع
- استقامت و تحمل بسیار بالا
- عمل باز انجامی: تکنیکی تمرین شده توسط برخی از شیطان‌کش‌ها برای باز کردن پنج حس و افزایش تمرکز.
- اراده تسخیر ناپذیر
- حالت بی‌خود شدن

بعد از رویدادهای آرک روستای شمشیرزنی، مهارت‌های شمشیرزنی تانجیرو به سطح هاشیرا رسید و او را به یکی از قدرتمندترین شمشیرزن‌ها تبدیل کرد.

## سبک تنفس
- تنفس آب: سبک تنفس اولیه تانجیرو که توسط ساکونجی اوروکوداکی، هاشیرای سابق آب به او آموزش داده شد. او در این سبک بسیار ماهر شد و قادر به مقابله با دو عضو دوازده کیزوکی یعنی رویی و انمو شد. با این حال، به دلیل عدم تناسب بدنش با تکنیک‌های تنفس آب، تانجیرو تصمیم گرفت به سبک هینوکامی کاگورا روی آورد.
- هینوکامی کاگورا: تانجیرو در هنگام تجربهٔ نزدیک به مرگ در نبرد با رویی، خاطراتی را در خود بیدار کرد که نشان می‌داد پدرش این سبک تنفس را به او آموخته‌است. از آنجایی که بدن او تناسب بیشتری با هینوکامی کاگورا داشت، او به سرعت بر این شیطان رتبه پایینی غلبه کرد. با این حال، نیروی محض و خستگی بدن او که در اثر عدم تمرین کافی به وجود آمده بود باعث شد فرو ریختن او شد. بعدا تانجیرو با تمرین بیشتر، فشار تکنیک‌هایش را تحمل کرد و قادر شد تا در نبرد علیه داکی از چندین تکنیک متوالی استفاده کند. او از طریق نبرد با هانتنگو و گذراندن تمریناتی شدید سرانجام موفق شد بر تمام تکنیک‌های هینوکامی کاگورا مسلط شود و از آن با تمام پتانسیل خود در برابر آکازا استفاده کرد.

## تجهیزات
کاتانای نیچیرین استاندارد: تانجیرو به عنوان یک شیطان کش از یک کاتانای نیچیرین با اندازه و شکل استاندارد استفاده می‌کند. اولین کاتانای او توسط هوتارو هاگانزوکا ساخته شد. این کاتانا در اصل رنگی متالیک داشت، اما اولین باری که او آن را در دست گرفت به مشکی تیره تغییر کرد. همچنین او می‌تواند با هنر خون شیطان نزوکو کامادو یا در زمان فعال شدن نشان شیطان‌کش، این تیغه را به رنگ سرخ روشن درآورد. پس از وقایع در روستای شمشیرساز، او کاتانای خود را با کاتانای یافته شده در داخل یوریچی تایپ زیرو عوض کرد. این کاتانا در نبرد نهایی با موزان کیبوتسوجی شکست.

## توانایی‌ها (شیطان)
تانجیرو بعداً توسط موزان کیبوتسوجی به یک شیطان تبدیل شد و این آخرین تلاش موزان برای به جا ماندن میراثش بعد از کشته شدن توسط دسته شیطان کش بود. موزان امیدوار بود که احساسات و توانایی‌های خود را به تانجیرو منتقل کند و او را تبدیل به پادشاه شیطان بعدی کند.
یوشیرو بیان کرده‌است که پتانسیل تانجیرو برای تبدیل شدن به یک شیطان بسیار بالاتر از خواهرش است، به طوری که او اولین شیطانی بود که در برابر نور خورشید مقاومت داشت، چیزی که حتی در مورد موزان صادق نبود. این نشان می‌داد که اگر تانجیرو به حداکثر پتانسیل خود برسد، به موجودی قوی‌تر از خود پادشاه شیطان تبدیل می‌شود.
- بازسازی مطلق: تانجیرو دارای سریع‌ترین و قدرتمندترین توانایی بازسازی در میان تمام شیاطین است.
- مقاوت در برابر آفتاب: بعد از دگرگونی، تانجیرو در ابتدا مثل سایر شیاطین تحت تأثیر نور خورشید قرار می‌گرفت اما خیلی زود نوعی مقاومت را در خود توسعه داد که او را قادر می‌کرد در طول روز بدون آسیب بیرون برود.
- تحمل و استقامت بی‌نهایت

## سبک مبارزه (شیطان)
مبارزه در دامنه کوتاه-تا-متوسط: به‌کارگیری از تنفس خورشید در کنار هنر خون شیطان سبکی را ایجاد کرده‌است که ترکیبی حملات نزدیک با شمشیر و حملاتی شلاقی همانند موزان است که دامنهٔ متوسطی را پوشش می‌دهد.

## هنر خون شیطان
- بیوکنیسس (Biokinesis): تانجیرو با جذب خون موزان، متعاقباً هنر خون شیطان را دریافت کرد که به او اجازه می‌دهد تا خواص و جنبه‌های مختلف بدن خود را کنترل کند. تانجیرو ابتدا این موضوع را با برآمدگی شلاق‌هایی استخوانی-شکل و تیغه‌دار از پشتش نشان داد و از آن‌ها برای افزایش دامنه حملات خود استفاده کرد.